# Kościół św. Jana Chrzciciela w Pamięcinie
Kościół świętego Jana Chrzciciela w Pamięcinie – rzymskokatolicki kościół parafialny należący do parafii pod tym samym wezwaniem (dekanat Kalisz I diecezji kaliskiej).
Jest to świątynia wzniesiona w 1727 roku. Ufundowana została przez Andrzeja i Jana Radolińskich. Rozbudowana została o kaplicę pod koniec XVIII wieku. Restaurowana była w 1905 i 1986 roku.
Budowla jest drewniana, trzynawowa, posiada konstrukcję zrębową. Kościół jest orientowany. Jego prezbiterium jest mniejsze w stosunku do nawy, zamknięte jest trójbocznie, z boku znajduje się zakrystia. Do boków nawy przylegają: kruchta i kaplica pod wezwaniem Matki Bożej Bolesnej, zamknięta trójbocznie i nakryta namiotowym dachem z wieżyczką. Świątynię nakrywa dach dwukalenicowy, pokryty gontem. W części środkowej jest umieszczona ośmiokątna wieżyczka na sygnaturkę, nakryta blaszanym, cebulastym dachem hełmowym z latarnią. Wnętrze jest wyłożone boazerią i podzielone jest dwoma rzędami słupów na trzy części, podtrzymujące płaski strop. Chór muzyczny jest podparty dwoma słupami, znajduje się na nim prospekt organowy. Belka tęczowa jest ozdobiona barokowym krucyfiksem i napisem fundacyjnym z datą budowy. Ołtarz główny i dwa ołtarze boczne w stylu barokowym powstały w latach 1725 – 30. W kaplicy znajduje się ołtarz w stylu rokokowym, wykonany w 2 połowie XVIII wieku. Chrzcielnica pochodzi z 2 połowy XVIII wieku. Kropielnica drewniana, polichromowana, reprezentuje styl rokokowy.